# ディモナ
ディモナ（ヘブライ語: דִּימוֹנָה、英: Dimona）は、イスラエルの都市。同国の南部地区にあり、死海の西35km、ベエルシェバの南36kmのネゲヴ砂漠の只中に位置する。2007年末時点での人口は3万3600人。原子爆弾製造の疑いがあるシモン・ペレス・ネゲヴ原子力研究センターの近くということで知られている。

## 由来
ヨシュア記の15章21-22節によると、街の名は「聖書の町」という意味の語から転訛したものである。

## 歴史
ディモナ市は1950年代に開発都市のひとつとして初代首相のダヴィド・ベン＝グリオンによって設立された。街自体は1953年に創設され、1955年に移民が始まった。移民はほとんどが北アフリカのユダヤ教徒で、彼らが現在の街並みをつくった。ディモナの地方審議会としての紋章は1961年5月2日に採用され、1965年5月24日にはそれをかたどった切手が発売された。
イスラエルが核開発を始めてから10年が経つと、周りに都市がないという理由でディモナからそう遠くない場所にネゲヴ原子力研究センターが建設されることになった。人口は1980年代に漸減したが、1990年代にロシアが在露ユダヤ人の国外移民を推し進めると再び増えた。
2008年2月4日にはディモナ・テロと呼ばれるパレスチナ人自爆事件が起き、イスラエル人の女性1人が死亡し38人が重軽傷を負った。

## 住民
イスラエルのブラック・ジューの大きなコミュニティーがあり、創設者であり精神的指導者のベン＝エイミ・ベン・イスラエルによって統治されている。ディモナにアラド、ミツペラモン、ティベリアなどの地域を合わせたブラック・ジューの人口は3000人に上る。イスラエルにおける彼らの身分は長年の懸案になっていたが、1990年5月にB/1ビザが発券され、その翌年には一時的な居住が認められ、2003年8月には内務省から永住権が付与されて解決した。

## 経済

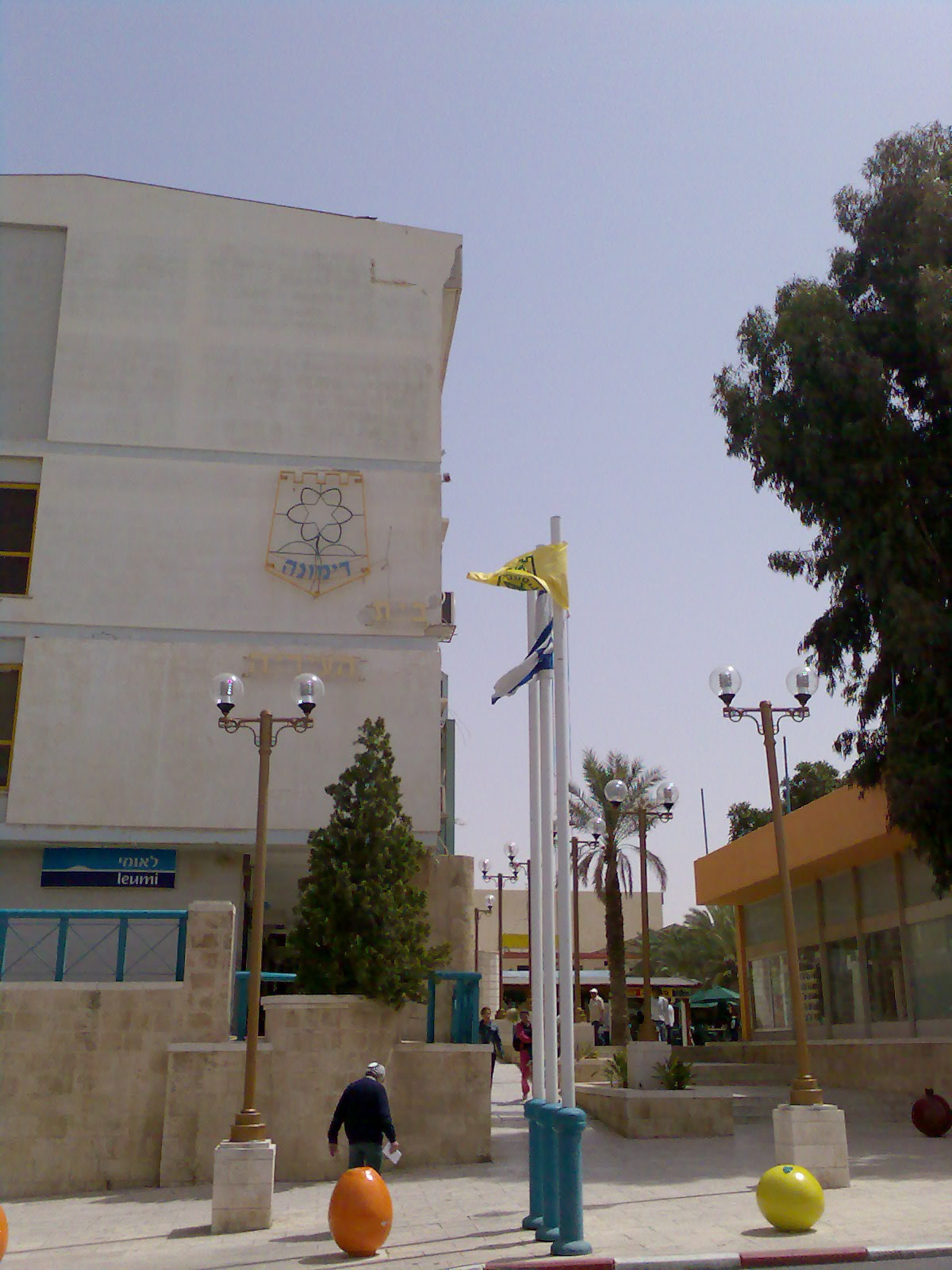
市庁舎

1980年代初頭にディモナ繊維株式会社などの繊維企業が街の経済を支配したが、それ以降は多くの工場が閉鎖された。現在ではディモナシリカ工業株式会社が沈殿シリカや炭酸カルシウム充填剤を製造している。
人口の3分の1は死海沿いの化学プラント、ハイテク企業や繊維製品店などの企業で働いているが、近年は新技術を導入するため多くの労働者が解雇されており、完全失業率は10%に上る。
ディモナはイスラエル・ソーラー・トランスフォーメーションの一部に組み込まれている。郊外のロテム工業団地では太陽熱発電が行われている。ルス第二株式会社は太陽電池をアメリカのカリフォルニア州にパシフィック・ガス・アンド・エレクトリック・カンパニーが建設した三つの新しいソーラープラントに新技術を導入する計画を進めている。

## 交通
1950年代初頭に貨物のベエルシェバ鉄道が延伸され、ディモナにも達した。その後、市から圧力を受けたため2005年に旅客輸送も始めた。鉄道駅は市の南西部に位置している。
街の主要バスターミナルであるディモナ中央バスステーションからベエルシェバ、テルアビブ、エイラートと近隣の町にバスが走っている。

## ゆかりの人物
- ヨッシ・ベナユン - サッカー選手[6]

## 姉妹都市
- アンデルナハ（ドイツ、1975年）